# Визит Хрущёва в США

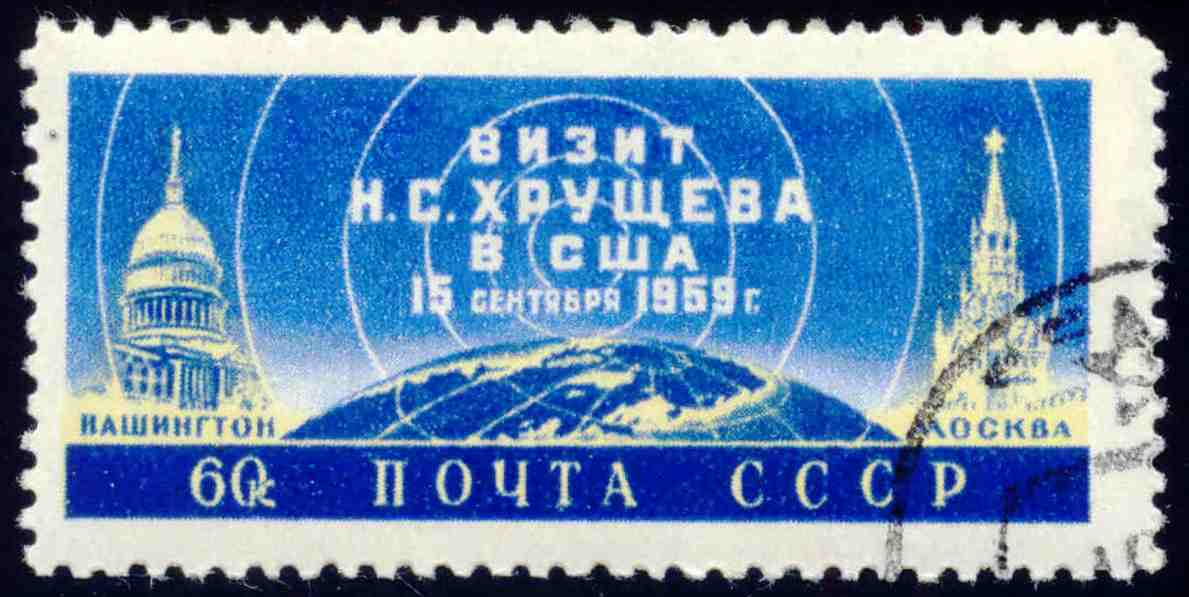
Почтовая марка, посвящённая визиту Н. С. Хрущёва в США

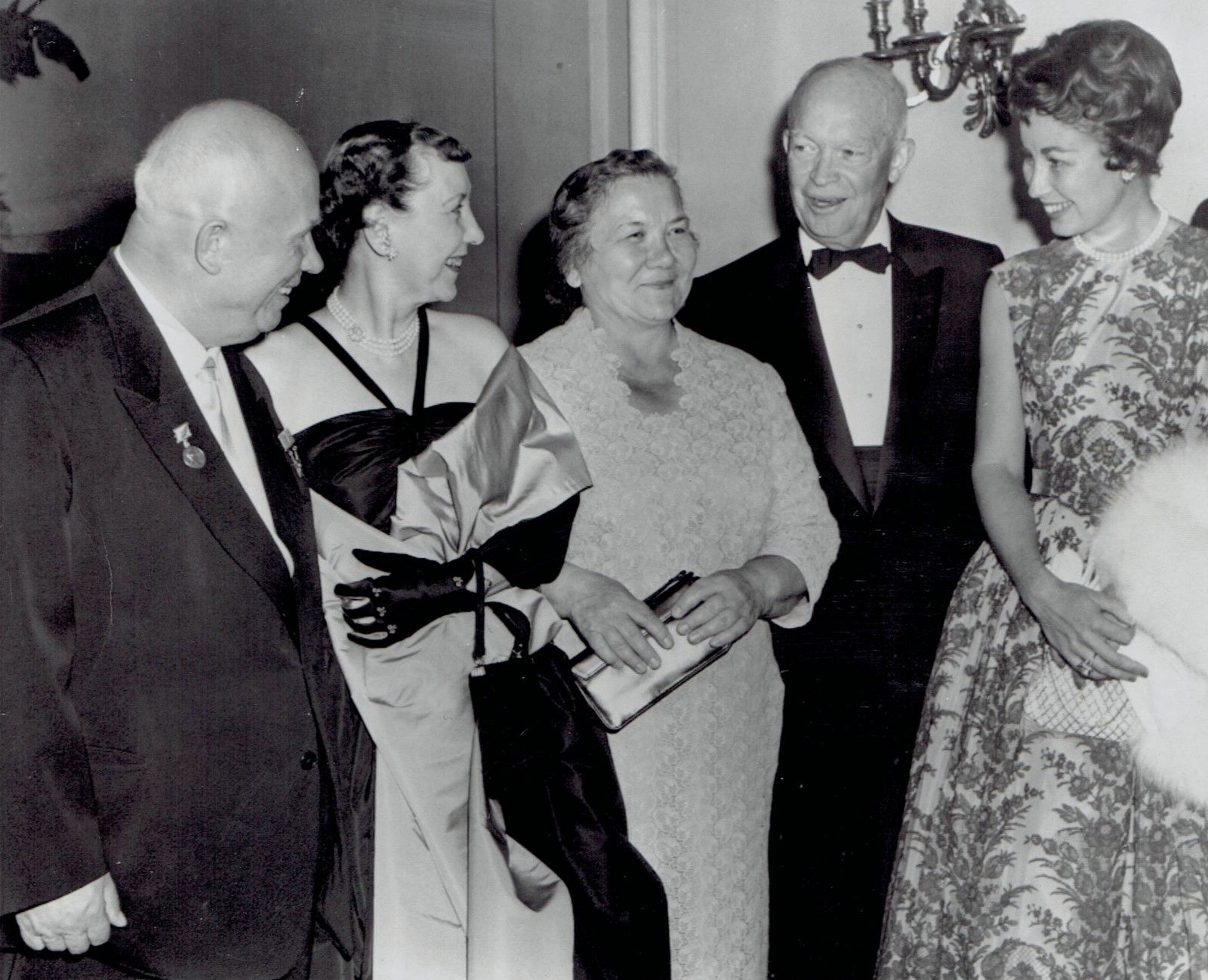
Хрущёв и Эйзенхауэр с супругами в советском посольстве в США

Визит председателя Совета Министров СССР Н. С. Хрущёва в США — первый визит советского лидера Никиты Хрущёва в Соединённые Штаты, который состоялся 15—27 сентября 1959 года, через два месяца после визита в СССР вице-президента США Ричарда Никсона (первого в истории на таком уровне). Хрущёв посетил Вашингтон и Кэмп-Дэвид (с официальным визитом), а также Нью-Йорк, Лос-Анджелес, Сан-Франциско, Де-Мойн и Эймс в Айове. Он встретился с президентом и вице-президентом США — Дуайтом Эйзенхауэром и Никсоном вместе с группой сенаторов.
Делегация из 63 человек, состоящая из «министров, дипломатов, актёров и писателей», а также семьи Хрущёва, прибыла на авиабазу «Эндрюс», где советского лидера приветствовал президент Эйзенхауэр. Визит освещали 2,5 тысячи аккредитованных Госдепом США журналистов и фотокорреспондентов (в том числе 41 советских), однако по данным американского журнала «Лайф» общая численность журналистов составляла не менее 5 тысяч человек, что на тот момент было абсолютным рекордом.

### Прибытие в Вашингтон и Мэриленд
Хрущев прибыл в Вашингтон, округ Колумбия, 15 сентября 1959 года и приземлился в 11:30 утра на базе ВВС Эндрюс (традиционно используемой для встречи иностранных делегаций) на четырёхмоторном Ту-114 (борт Л5611). Хрущева сопровождали его жена Нина, а также взрослые дети (сын Сергей, дочери Юлия и Рада и зять Алексей). Это было беспрецедентно, так как советские чиновники обычно не путешествовали внутри страны или за границу со своими семьями. По прибытии он и президент Эйзенхауэр были удостоены салюта из 21 орудия, а также национального салюта почетного караула Объединенной службы (армия, корпус морской пехоты, флот, военно-воздушные силы и береговая охрана), во время которого прозвучал Государственный гимн США. Хрущев и его семья остались в Блэр-Хаусе до конца дня. На следующее утро он прибыл в Белтсвилл, штат Мэриленд. Посещая Сельскохозяйственную опытную станцию, Хрущев якобы жаловался, что «свиньи слишком толстые, а индюки слишком маленькие». Позже в тот же день он вернулся в столицу на обед в Национальном пресс-клубе.

### Нью-Йорк
Он прибыл поездом в Нью-Йорк 17 сентября. Свою первую ночь он провел на ужине, устроенном Экономическим клубом Нью-Йорка в Waldorf Astoria, где он выступил перед аудиторией из примерно 2000 человек, которую New York Herald Tribune назвала «одним из величайших скоплений капиталистов в истории». Во время своего визита в Нью-Йорк он посетил бывшую первую леди Элеонору Рузвельт в ее доме в Гайд-парке. Хрущева сопровождал Генри Кэбот Лодж-младший, тогдашний посол США в Организации Объединенных Наций, во время его поездки по городу. Сообщается, что во время поездки по Манхэттену Хрущев спорил с «капиталистами» и кричал на хулиганов, протестовавших против его визита. В конце своего турне он выступил перед Генеральной Ассамблеей Организации Объединенных Наций. Он также встретился с губернатором Нельсоном Рокфеллером и мэром Робертом Ф. Вагнером-младшим.

### Калифорния
Никита Хрущев наблюдает за съемками фильма 1960 года «Канкан» на студии 20th Century Studios во время посещения Лос-Анджелеса.
В ходе визита мэр Лос-Анджелеса Норрис Поулсон обратился к хрущевскому «Мы вас похороним», сделанному в посольстве Польши в Москве за три года до этого во время приветственного слова. Поулсон заявил следующее: «Мы не согласны с вашей широко цитируемой фразой „Мы вас похороним“. Вы нас не похороните, и мы вас не похороним. Мы довольны своим образом жизни. Мы признаем его недостатки и всегда стараемся его улучшить». Комментарии Поулсона прозвучали после того, как советский премьер постоянно рекламировал советское превосходство над Лос-Анджелесом во время своего тура по городу.
Во время обеда в студии Twentieth Century-Fox Хрущев участвовал в импровизированных дебатах с ведущим Спиросом Скурасом о соответствующих достоинствах капитализма и коммунизма. Известные американские актеры, такие как Гэри Купер, Фрэнк Синатра, Элизабет Тейлор и Мэрилин Монро встречались с Хрущевым. Хотя Хрущев должен был посетить Диснейленд 19 сентября, этот визит был отменен из соображений безопасности, что усилило его гнев.
Во время посещения нового исследовательского городка корпорации International Business Machines Corporation (IBM) в Сан-Хосе Хрущев, похоже, мало интересовался компьютерными технологиями, а скорее столовой самообслуживания, которую он ввел в СССР по возвращении в Москву.

### Айова
Советский лидер прибыл в Айову 22 сентября. Он сразу же посетил прием в Де-Мойне, устроенный на следующий день губернатором Гершелем Лавлессом и мэром Чарльзом Айлсом. Он посетил Кун-Рапидс, штат Айова, 23 сентября, посетив исторический район фермы Росуэлла и Элизабет Гарст. Он сравнил ферму со многими советскими колхозами, заявив, что эти два типа ферм «действительно поразительны». Он также посетил Исследовательский центр свиноводства Университета штата Айова. Позже Хрущев заметил журналистам, что визит в Айову был «самым расслабленным» из его визита в США.

### Пенсильвания и Вашингтон
Мэр Питтсбурга Томас Галлахер приветствовал Хрущева 24 сентября, вручив премьеру ключ от города. Последние два дня тур завершился встречей с президентом Эйзенхауэром в Кэмп-Дэвиде. Хрущев и его делегация покинули страну рано утром 27 сентября.

## Итоги визита
Существенного сближения в позициях СССР и США по германской проблеме, заключению политического советско-американского договора, торгово-экономическим отношениям, предложениям СССР о всеобщем и полном разоружении, прекращении испытаний ядерного оружия, представительству КНР в ООН и ситуации вокруг Тайваня — не произошло. Хрущёв также встретился с генеральным секретарём ООН Хаммаршельдом, с губернаторами Нью-Йорка (Рокфеллер), Пенсильвании (Лоренс), Айовы (Лавлесс), со многими журналистами и профсоюзными деятелями. Выступив на Генеральной Ассамблее ООН, Хрущёв призвал к разоружению.
Это была вторая личная встреча Хрущёва и Эйзенхауэра, впервые они вели переговоры в Женеве в 1955 году. Планировалась и третья встреча в ходе готовившегося визита Эйзенхауэра в Москву, однако ей не было суждено состояться: 1 мая 1960 года под Свердловском был сбит американский разведывательный самолёт U-2, что стало причиной охлаждения советско-американских отношений, срыва запланированной встречи по германскому вопросу и ответного визита Эйзенхауэра в СССР.

### Наследие
К визиту была выпущена советская почтовая марка 1959 года.
Визит состоялся в период времени, когда существовали опасения, что продолжающаяся холодная война может в конечном итоге привести к ядерной войне. Визит помог развеять эти опасения. Хрущев и Эйзенхауэр достигли неофициального соглашения о том, что не будет никаких жестких сроков в отношении судьбы Берлина и что любое решение будет выработано на саммите четырех держав. Этот саммит будет отложен до 1960 года из-за действий президента Франции Шарля де Голля. Хрущев улетел, наладив личные отношения с Эйзенхауэром и добившись возможности разрядки с американцами. Сын, Сергей Хрущев, получивший американское гражданство в 1999 году, сказал, что визит его отца вызвал горбачевский «Дух Женевы». Сергей также заявил, что визит также прекратил слухи, что президент Эйзенхауэр был «злым зачинщиком войны».
Хрущев подарил Эйзенхауэру копию советских вымпелов, которые «Луна-2» поместила на поверхность Луны за несколько дней до прибытия Хрущева в США. Сфера хранится в Президентской библиотеке и музее Эйзенхауэра в Абилине, штат Канзас. Копия сферического вымпела находится в космосфере Канзаса в Хатчинсоне, штат Канзас.